# Miss Mondo 1973
Miss Mondo 1973, la ventitreesima edizione di Miss Mondo, si è tenuta il 23 novembre 1973, presso il Royal Albert Hall di Londra. Il concorso è stato presentato da Michael Aspel e David Vine. Marjorie Wallace, rappresentante degli Stati Uniti, è stata incoronata Miss Mondo 1973.

## Risultati

### Piazzamenti
| Risultato       | Concorrente |
| --------------- | --- |
| Miss Mondo 1973 | - Stati Uniti - Marjorie Wallace |
| 2ª classificata | - Filippine - Evangeline Luis Pascual |
| 3ª classificata | - Giamaica - Patricia Teresa Yuen Leung |
| 4ª classificata | - Israele - Chaja Katzir |
| 5ª classificata | - Sudafrica - Shelley Latham |
| 6ª classificata | - Rep. Dominicana - Clariza Duarte Garrido |
| 7ª classificata | - Regno Unito - Veronica Ann Cross |
| Semifinaliste   | - Africa meridionale - Ellen Peters - Brasile - Florence Gambogi Alvarenga - Grecia - Katerina Papadimitriou - Italia - Marva Bartolucci - Libano - Sylva Ohannessian - Nuova Zelanda - Pamela King - Paesi Bassi - Anna Maria Groot - Seychelles - June Gouthier |

### Riconoscimenti speciali
| Risultato        | Concorrente                      |
| ---------------- | -------------------------------- |
| Miss Personality | - Seychelles - June Gouthier     |
| Miss Photogenic  | - Paesi Bassi - Anna Maria Groot |

## Concorrenti
- Africa meridionale - Ellen Peters
- Antille Olandesi - Edwina Diaz
- Argentina - Beatriz Callejón
- Australia - Virginia Radinas
- Austria - Roswitha Kobald
- Bahamas - Deborah Louise Isaacs
- Belgio - Christine Devisch
- Bermuda - Judy Joy Richards
- Botswana - Priscilla Molefe
- Brasile - Florence Gambogi Alvarenga
- Canada - Deborah Anne Ducharme
- Cipro - Demetra Heraklidou
- Colombia - Elsa María Springtube Ramírez
- Corea del Sud - An Soon-young
- Filippine - Evangeline Luis Pascual
- Finlandia - Seija Mäkinen
- Francia -  Isabelle Nadia Krumacker
- Giamaica - Patricia Teresa Yuen Leung
- Giappone - Keiko Matsunaga
- Gibilterra - Josephine Rodríguez
- Grecia - Katerina Papadimitriou
- Guam - Shirley Ann Brennan
- Honduras - Belinda Handal
- Hong Kong - Judy Yung Chu-Dic
- Irlanda - Yvonne Costelloe
- Islanda - Nina Breidfjord
- Israele -  Chaja Katzir
- Italia - Marva Bartolucci
- Jugoslavia - Atina Golubova
- Libano - Sylva Ohannessian
- Lussemburgo - Giselle Anita Nicole Azzeri
- Malaysia - Narimah Mohd Yusoff
- Malta -  Carmen Farrugia
- Mauritius -  Daisy Ombrasine
- Messico - Roxana Villares Moreno
- Norvegia - Wenche Steen
- Nuova Zelanda - Pamela King
- Paesi Bassi - Anna Maria Groot
- Perù - Mary Nuñez
- Porto Rico - Milagros García
- Portogallo - Maria Helene Pereira Martins
- Regno Unito - Veronica Ann Cross
- Rep. Dominicana - Clariza Duarte Garrido
- Seychelles - June Gouthier
- Singapore - Debra Josephine de Souza
- Spagna - Mariona Russell
- Sri Lanka - Shiranthi Wickremesinghe
- Stati Uniti - Marjorie Wallace
- Sudafrica - Shelley Latham
- Svezia - Mercy Nilsson
- Svizzera - Magda Lepori
- Thailandia - Pornpit Sakornujiara
- Turchia - Beyhan Kiral
- Venezuela - Edicta de los Angeles Garcia Oporto